# 소울 트레인
소울 트레인(Soul Train)은 하이텔에 있던 흑인 음악 동호회 중 하나이다. 과거 BLEX가 활발한 활동을 펼치던 시점에, DJ Uzi 및 그와 뜻이 맞는 이들이 BLEX를 탈퇴하고 Back's Row라는 동호회를 만든 것이 그 시초가 된다. 한국말로 하는 랩을 중시했던 BLEX와는 달리 이들은 영어로 하는 랩에도 나름대로 가치를 부여했으며, 클럽 활동을 통해서 나름대로 많은 매니아를 보유했다. 온라인 및 공연을 중심으로 활동했던 이들은 앨범 같은 작업물은 남기지 못했으나, DJ Uzi가 Future Flow에 들어가게 되면서 Stardom의 주요 멤버들이 Future Flow에 들어가 앨범을 준비하다 무산되기도 하였다. 이후 멤버들의 군입대와 PC 통신의 쇠퇴로 현재 Soul Train은 전설처럼 이름만 남기고 사라졌다. Y2Soultrain 등의 단체곡이 존재한다.
한편, 당시 SNP였던 P-Type이 Y2Soultrain에 피쳐링으로 참여했는데, P-Type은 소울 트레인 크루의 멤버가 아니다.

## 멤버
- DJ Uzi
- UMC
- 진실이 말소된 페이지 = 오박사, 손전도사, 웨이브마법사 a.k.a Sid
- 현상 a.k.a Estez
- R.Crew = Rich C Nuts a.k.a C-Luv, Osiris, Quincy
- Deze a.k.a 死神
- Aki a.k.a Wassup
- Daz Money
- 2dr = Raphorn a.k.a 허박사, 박지호 a.k.a 박박사

## 디스 사건

### 조PD를 향한 디스
DJ Uzi는 그의 곡 Uzi's Mind를 통해 조PD를 디스한 적이 있다. 이 곡은 1999년에 온라인을 통해서 발표된 곡이다. 당시 1집으로 나름의 파장을 불러일으켰던 조PD와 Drunken Tiger, 그리고 "야생 원숭이" 등을 욕한 곡이고, 김진표도 가사에서 "연구는 열심히 하지만 라이브가 살짝 아쉬운 JP"라는 식으로 훑고 넘어간다. 당시 이 곡은 언론에도 보도가 되었고, 아이러니하게도 조PD가 DJ Uzi와 만나서 Stardom에 Uzi를 영입하게 되는 계기가 되었다.

### 마스터플랜을 향한 디스
DJ Uzi는 Masterplan 무대에 섰을 때, Masterplan 아티스트와 클럽 관계자들을 싸잡아 욕하는 사건이 있어 큰 파문이 된 적이 있다. 이는 "우지 파문"이라고 해서 큰 사건으로 기록되어있으며, 소설 "진실이 말소된 페이지"에 간략하게 서술되어 있다. 또한, 2001년에 공개된 두 곡 Shubidubidubdub과 This Is How We Run은 둘 다 Masterplan을 디스하는 곡이다.
이는 당시 Soul Train 아티스트들이 공연 때 외국곡을 불렀다가 한국 힙합을 고집하는 Masterplan 공연진들과 갈등을 빚어 Soul Train이 공연을 할 수 없게 되자 만들어진 것이라고 하고 있다. 현재는 모든 감정이 풀어진 상태라고 한다.

### 4WD & Verbal Jint와의 디스
SNP에 속해있던 4WD와 Verbal Jint는 조PD와 DJ Uzi를 향한 디스곡 노자를 발표한 적이 있다.
"노자"는 2000년에 발표되었으며, D.O.의 "흑열가", DJ Uzi의 "Uzi's Mind" 등의 가사를 패러디하면서 노골적으로 조PD와 DJ Uzi를 디스하였다. 이 곡에는 Lucy가 보컬을 담당하였으며, 그 당시 생소했던 다음절 라임을 선보여 많은 호응을 얻었다. Verbal Jint가 속해있던 3인조 그룹 "Dien Michel"의 "Movin' It"이라는 곡에도 "get out Uzi!"라는 가사가 들어있다.
한편 이에 대한 반격으로 DJ Uzi 역시 不以兵强天下라는 곡을 발표하였다. 곡의 제목은 "졸개로써 천하를 강하게 만들 수는 없다"라는 뜻이다. 이 곡은 실제로는 Stardom으로써 반격한 곡이나, 참여진인 DJ Uzi, 현상, Deze가 모두 Soul Train 소속이어서 이를 지켜보는 사람들은 "SNP와 Soul Train의 디스전"으로 이 상황을 받아들였다.
Verbal Jint는 최근 Rhythmer와의 인터뷰에서 여전히 DJ Uzi에 대한 불편한 심기를 드러내 감정이 정리되지는 않았음을 시사한 바 있다.

## 근황
- DJ Uzi는 레드 망고, 구스띠모 등의 아이스크림 가게를 운영하였으며 현재 일본에 유학을 가있다.
- UMC는 2007년 말 군복무를 마치고 음악을 그만 두겠다고 싸이월드 미니홈피를 통해서 선언하였다. 잠시 Sugarhigh Music의 사원으로 있었다가 2009년 자신의 레이블을 설립하고 2월에 컴백하였다. 현재는 Sony ATV 소속이다.2012년 딴지일보 딴지라디오에서 팟캐스트 "그것은 알기싫다"를 시작하여 2014년에는 팟캐스트 제작업체인 XSFM을 창업해 활동중이다
- 진실이 말소된 페이지의 오박사는 현재 박사 학위 과정을 마치고 박사 후 과정을 밟고 있고, 손전도사는 소설 "진실이 말소된 페이지"를 통해 작가로 등단하였으며, 웨이브마법사는 국내 밴드 MOT에서 키보디스트로 활동, 활동 중이며, 솔로 프로젝트도 간간히 진행 중이다.
- 현상은 가스펠 음악 작업 등을 하였으며, 오랫동안 휴식기를 갖다가 UMC의 2집에 참여하였다. 2013년 5월 25일 UMC의 사회와 태완의 축가 아래 결혼하였다.2016년부터 UMC가 창업한 팟캐스트 제작업체 XSFM에서 팟캐스트 방송패널 및 PD업을 맡고있다.
- Rich C Nuts는 "태완"이라고 이름을 바꾸었고, 현재는 레이블을 설립 후 작곡가로 활동 중이다가 브랜뉴뮤직과 계약 후 현재는 브랜뉴뮤직 소속으로 활동중이다.
- Deze는 본명 "김도현"으로 이름을 바꾸고 대중작곡가가 되었으며, 이효리, Se7en 등 인기 가수의 곡 다수를 작곡하였다.
- P-Type은 2008년 말 2집을 내고 활동하였다.
- 2dr의 Raphorn은 신의의지의 CEO로 있었으며, 박지호는 음악을 그만두었다. 신의의지는 현재 해체 상태이다.